# Tune Up!
Tune Up! – niemiecka grupa muzyczna składająca się z DJ-a Maniana (Manuel Reuter) i Yann Pfeiffer (znany również jako Yanou) z takich zespołów jak Cascada i Manyou. Markus Bejłki (Triffid) był jednym z pierwszych członków. Grupa stworzyła utwory takie jak „Raver's Fantasy”, „Bounce”, oraz „Another Day”. DJ Manian i Yanou kontynuują współpracę z grupą Cascada.
Melodia „Ravers Fantasy” została wykorzystana przez Basshuntera do piosenki „Day & Night”, która znalazła się w jego albumie Bass Generation z 2009 roku.

## Dyskografia

### Albumy studyjne
| Rok  | Dane dot. albumu                                                                                  |
| ---- | ------------------------------------------------------------------------------------------------- |
| 2010 | Ravers Fantasy - Wydany: 22 października 2010 - Wytwórnia: Zoo Digital - Format: Digital download |

### EP
| Rok  | Dane dot. albumu                                                                                       |
| ---- | --- |
| 2007 | Tune Up! & Friends EP - Wydany: 22 stycznia 2007 - Wytwórnia: Zooland Music - Format: Digital download |

### Single
| Rok  | Tytuł                                          |
| ---- | ---------------------------------------------- |
| 2003 | „Basstest”                                     |
| 2004 | „Raver’s Fantasy/Start the Game”               |
| 2005 | „Forever Young/Another Day”                    |
| 2006 | „Feel Fine/Have You Ever Been Mellow”          |
| 2006 | „Rhythm & Drums/Bounce”                        |
| 2007 | „Dance Dance” (feat. Andy Lopez)               |
| 2008 | „Colours of the Rainbow” (feat. Italobrothers) |